# Beffendorf
Beffendorf ist ein Stadtteil von Oberndorf am Neckar im Landkreis Rottweil in Baden-Württemberg.

## Geographie
Beffendorf liegt am Ostrand des Schwarzwalds über dem Neckartal etwa 5 km von Oberndorf am Neckar entfernt.

## Geschichte
Schon in der Jungsteinzeit bestand hier eine Siedlung, wie Funde belegen. Auch Funde aus römischer  Zeit und ein frühmittelalterliches Gräberfeld mit mehr als hundert Fundstücken, wie etwa einer koptischen Bronzepfanne, deuten auf eine frühe Besiedlung hin. Im Jahr 769 wird Beffendorf als „Beffindoraf“ in einer Schenkungsurkunde an das Kloster St. Gallen erstmals erwähnt.
Am 1. Januar 1975 wurde die bis dahin eigenständige Gemeinde Beffendorf mit der Stadt Oberndorf am Neckar und den Gemeinden Altoberndorf, Bochingen, Boll und Hochmössingen zur neuen Stadt Oberndorf am Neckar zusammengeschlossen. Aistaig kam am selben Tag hinzu.

## Wappen
Das ehemalige Ortswappen von Beffendorf zeigt in schräglinks geteiltem Schild oben in Gold eine grüne Eichel zwischen zwei grünen Blättern, unten von Gold und Schwarz geweckt.